# Víkhorevka
Víkhorevka (en rus Вихоревка) és una ciutat de l'óblast d'Irkutsk, a Rússia. Es troba al sud de Sibèria, a la riba esquerra del riu Víkhorevka, a 465 km al nord-oest d'Irkutsk i a 35 km a l'oest de Bratsk.

## Història
Víkhorevkia fou creada el 1947 per allotjar els treballadors de la construcció de la via ferroviària Taixet-Bratsk. La vila rebé l'estatus de ciutat el 1966.